# Collines Marius
Les collines Marius sont une région de dômes (en) situé dans l'océan des Tempêtes sur la face visible de la Lune.
Ces dômes lunaires seraient formés de laves beaucoup plus visqueuses que celles qui ont formé la mer lunaire. Ce dômes dont 200 à 500 m de haut,,. Les collines tiennent leur nom du cratère proche de 41 km de diamètre à proximité nommé Marius. Cette région représente la plus grande concentration de formations volcaniques sur la Lune.

## Géographie et géologie

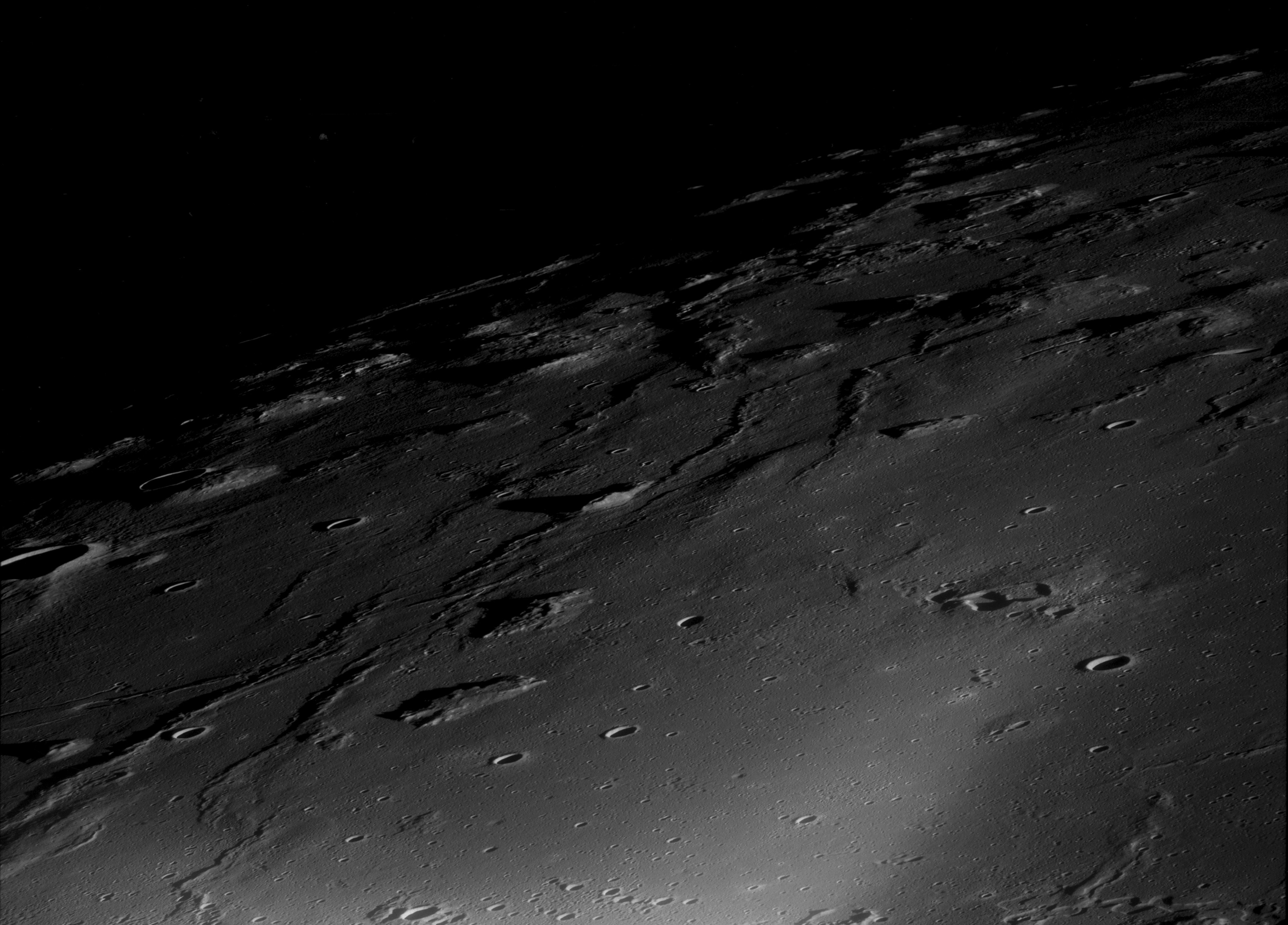
Vue oblique des collines par Apollo 12.

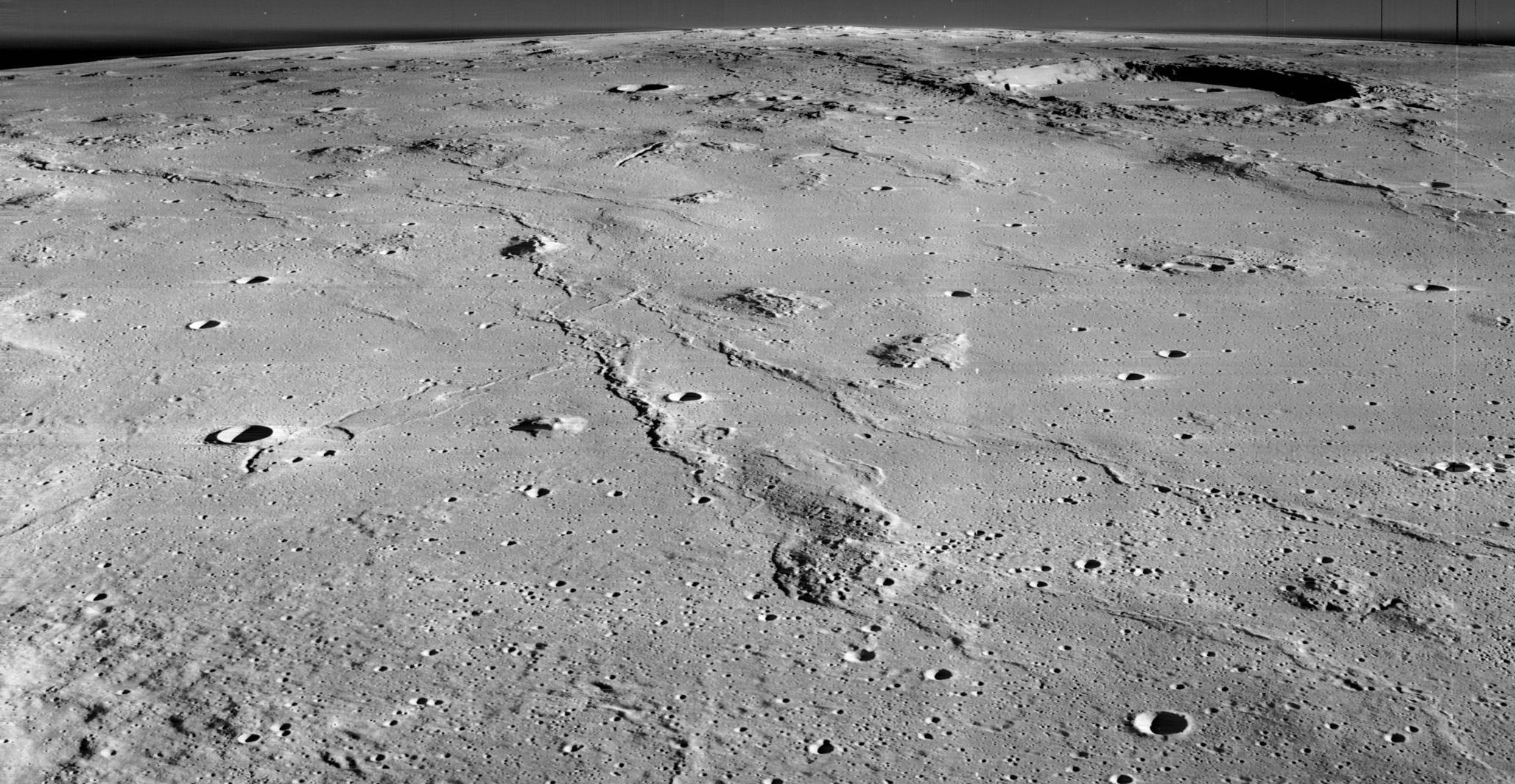
Vue oblique des collines et du cratère Marius (en haut à droite) par Lunar Orbiter 2.

Les collines Marius se caractérisent par une abondance de dômes, de cônes et de crevasses volcaniques, ainsi que des canaux. Le Lunar Reconnaissance Orbiter a photographié une dépression qui pourrait être une lucarne dans un tube de lave souterrain. Cela indiquerait qu'une partie de son toit s'est effondrée, comme cela est souvent le cas après qu'un tunnel de lave cesse d'être actif,.

### Dômes
Les données du Lunar Reconnaissance Orbiter ont été utilisées pour identifier deux variétés différentes de dômes dans les collines Marius :
- grands dômes de forme irrégulière, et
- petits dômes aux côtés abrupts et d'un diamètre d'environ 1 à 2 km.

Un relief, peut-être pyroclastique ou de composition principalement volcanique, a une forme à peu près circulaire et des côtés abrupts. Des blocs rocheux brillants à albédo élevé se sont révélés caractéristiques des coulées de lave dans les collines Marius. Cela suggère que de la lave en blocs à haute teneur en silice a formé ces caractéristiques. Mais cette hypothèse n'est pas étayée par les données obtenues avec l'orbiteur lunaire Clementine. L'analyse de l'albédo inférieur, ou de blocs rocheux moins réfléchissants, suggère que de nombreux dômes dans la région peuvent contenir deux couches de matériaux :
- une couche supérieure de matériau mince et foncé, recouvrant
- une couche de matériau épais et brillant.

### «Trou» des collines Marius
Le trou, découvert pour la première fois par la sonde japonaise SELENE et ensuite imagée par le Lunar Reconnaissance Orbiter de la NASA, a fait l'objet de beaucoup de recherche et de spéculation. Il existe la possibilité que cette formation soit une lucarne d'un tunnel de lave lunaire souterrain. La profondeur de ce trou est estimée entre 80 et 88 m tandis que sa largeur est estimée à plusieurs centaines de mètres.

## Exploration

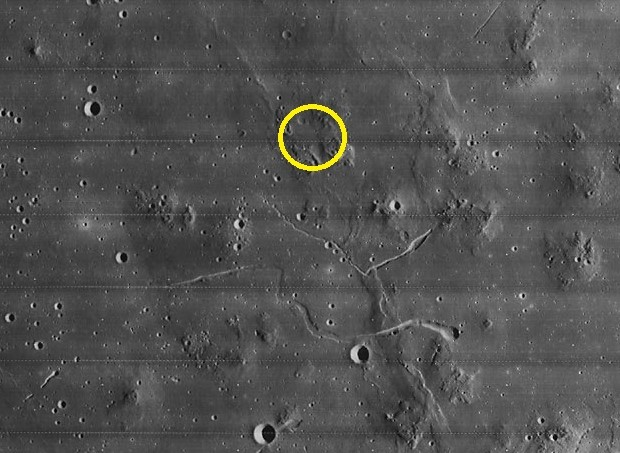
Le site d'atterrissage proposé par Bellcom/USGS au nord-ouest du cratère Marius (non visible) et au nord de deux rilles proéminentes et sans nom dans la région. Cette photo est une section agrandie de la photo de Lunar Orbiter 4 ci-dessus.

### Programme Apollo
La région des collines Marius a été à un moment considérée comme un site d'atterrissage possible pour une mission lunaire dans le cadre du programme américain Apollo, avec la possibilité de mieux comprendre l'histoire volcanique de la Lune à partir des dômes de la région. Elle est finalement devenue le site alternatif d'Apollo 15.
Un site dans le nord des collines Marius, situé au centre d'un cercle de cinq kilomètres dans une vallée peu profonde entre quatre dômes près d'une petite dépression sinueuse, était l'un des neuf sites potentiels d'Apollo étudiés en profondeur dans le cadre d'un rapport Bellcom de 1968 décrivant la géologie de ces neuf sites et les plans potentiels des missions. Selon l'étude de Bellcom, ce site en particulier aurait pu permettre d'examiner de près des crêtes planétaires semblables à celles qui se trouvent au fond des océans de la Terre et d'échantillonner une variété de matériaux de l'intérieur de la Lune qui se sont accumulés pendant le passé volcanique très actif de la région. L'étude de Bellcom se référait à une étude antérieure de 1968, préparée par l'Institut d'études géologiques des États-Unis, qui décrivait un plan de mission détaillé pour le site proposé. Ce plan comportait quatre sorties extravéhiculaires à l'aide d'un rover lunaire Apollo et de Lunar Flying Units pour augmenter la mobilité du prélèvement d'échantillons des différents reliefs qui se trouvent dans le périmètre du site.

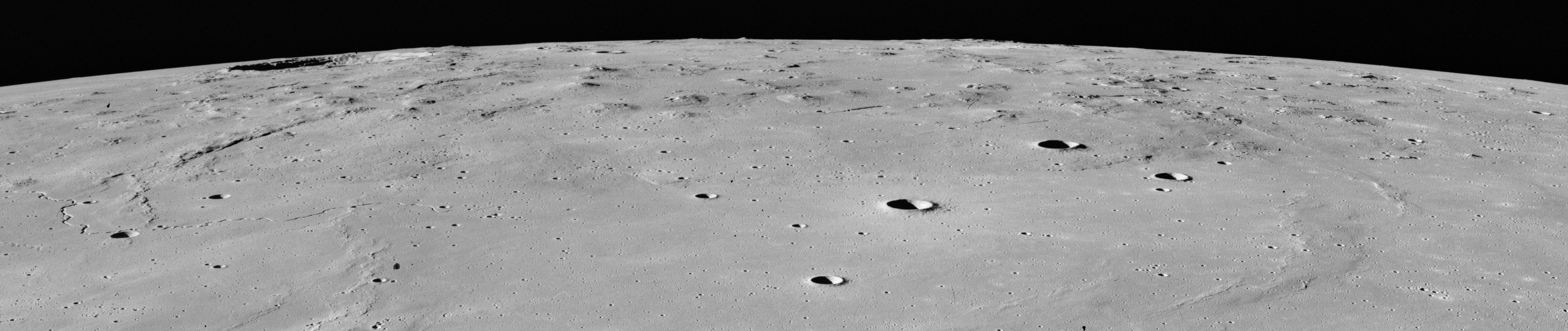
Vue oblique des collines et du cratère Marius (à gauche) par Apollo 15, son site alternatif.

### Projets d'implantation humaine
Le tunnel, découvert grâce à sa lucarne, pourrait fournir une protection aux radiations pour une future colonie souterraine lunaire. Il est toutefois incertain si oui ou non le tube est ouvert et accessible. Deux autres sites lunaires similaires ont été trouvés par télédétection, notamment sur la face cachée au niveau de Mare Ingenii. Un tube de lave encore plus grand, intact mais enterré d'environ 1,7 km de long et 120 m de large a été détecté par la sonde Chandrayaan-1.